# Gotha G.V
Gotha G.V – ciężki bombowiec używany przez Luftstreitkräfte (Cesarska Niemiecka Służba Powietrzna) podczas I wojny światowej.

## Rozwój
Użycie bojowe G.IV udowodniło, że zabudowanie zbiorników paliwa w gondolach silników było błędem. W razie katastrofy podczas lądowania zbiorniki mogły pęknąć, a wtedy paliwo rozlewało się na gorące silniki. To stanowiło poważny problem, ponieważ wypadki przy lądowaniu stanowiły 75% strat niebojowych. 
Aby temu zaradzić firma Gothaer stworzyła wersję G.V, w której zbiorniki paliwa znajdowały się w centropłacie. Mniejsze gondole silników zostały zamontowane na rozpórkach powyżej dolnych płatów.

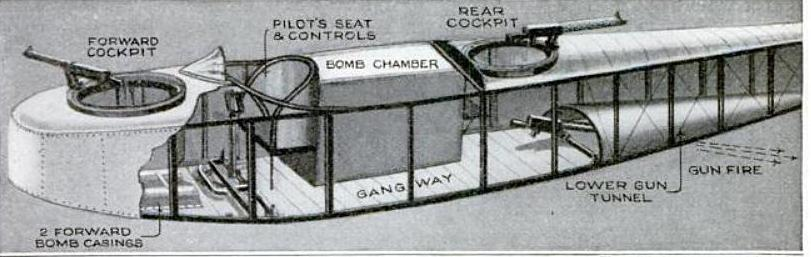
Schemat konstrukcji kadłuba

W Gocie G.V siedzisko pilota zostało przesunięte w lewo, a zaraz za nim zainstalowano zbiorniki paliwa. To blokowało możliwość przechodzenia członków załogi pomiędzy trzema stanowiskami strzeleckimi, istniejącą w poprzednich wersjach. Wszystkie bomby w tej wersji były przenoszone na podwieszeniach zewnętrznych. Nowa Gotha zawierała ważną innowację w formie „tunelu karabinowego”, gdzie spód tylnego kadłuba był zakrzywiony, co umożliwiało umieszczenie skierowanego w dół karabinu maszynowego, chroniącego przed atakiem od dołu, usuwając tym samym martwy sektor ostrzału.
Podstawowy wariant G.V nie oferował żadnego wzrostu osiągów w porównaniu do G.IV, od którego był o 350 kg cięższy z powodu dodatkowego wyposażenia i użycia niewystarczającej ilości wysuszonego drewna. Silniki Mercedes D.IVa nie mogły wytworzyć teoretycznej mocy 190 kW z powodu stosowania paliwa o niższej jakości.

## Użycie bojowe
G.V wszedł do służby w sierpniu 1917 roku. Z powodu wspomnianych ograniczeń przeważnie nie mógł latać na pułapie tak dużym jak G.IV. Przez Niemców użyty w 1919 roku podczas powstania wielkopolskiego. Po wojnie był używany przez lotnictwo polskie.

## Użytkownicy
- Luftstreitkräfte

## Literatura
- The Complete Encyclopedia of Flight 1848–1939, John Batchelor & Malcolm V. Lowe